# 옹동초등학교 산성분교
옹동초등학교 산성분교는 대한민국 전라북도 정읍시 옹동면 태산로 2374-6 (산성리)에 있었던 공립 초등학교이다.

## 학교 연혁
- 1948년 2월 24일 옹동공립국민학교 산성분교장 설립
- 1954년 5월 17일 산성국민학교로 승격
- 1984년 3월 8일 병설유치원 개원
- 1995년 3월 1일 옹동국민학교 산성분교로 편입
- 1996년 3월 1일 옹동초등학교 산성분교로 개칭
- 1997년 3월 1일 옹동초등학교로 통폐합